# Papp Tamara
Papp Tamara (Budapest, 1986. szeptember 18. –) magyar bajnok labdarúgó, csatár. Jelenleg nincs szerződésben egyik egyesületnél sem.

## Pályafutása
A Renova csapatában 1998 kezdte a labdarúgást, majd három idényt a László Kórház együttesében szerepelt. A 2005–06-os idényben az Újpest FC, majd a következő idényben az Íris játékosa volt.
2007-ben az angol Swindon Spitfires csapatában játszott. 2011 februárjában igazolt a Femina csapatához, majd a 2011-2012-es szezont a szombathelyi Viktória FC csapatában kezdte el, ahol év végéig játszott.

## Sikerei, díjai
- Magyar bajnokság
  - 2.: 2000-01, 2001–02, 2002–03, 2011–12
  - 3.: 1999-00, 2003–04
- Magyar kupa
  - győztes :2000, 2001, 2002, 2003, 2004
  - döntős: 2005